# اکسید روتنیوم (IV)
اکسید روتنیوم(IV) (به انگلیسی: Ruthenium(IV) oxide) با فرمول شیمیایی RuO۲ یک ترکیب شیمیایی است. که جرم مولی آن ۱۳۳٫۰۷ g/mol می‌باشد. شکل ظاهری این ترکیب، جامد سیاه است.